# Isola di Molarotto
Molarotto (in gallurese e sardo Molarottu) è un'isoletta rocciosa nell'arcipelago di Tavolara a sud-est di Olbia, nella Sardegna nord-orientale. Ha una superficie di poche decine di m2 e una quota massima di 51 metri s.l.m.

## Ambiente
Una delle tre isole che assieme a Tavolara e Molara costituiscono l'arcipelago di Tavolara (integralmente inserito nell'omonima area marina protetta), è costituita da un affioramento di granito rosa e rappresenta l'ultimo avamposto di terra prima del mare aperto; gli uccelli marini la frequentano in numero tale da farla spesso mutare di colore in bianco. Specie dominante è qui il marangone dal ciuffo. È presente anche una specie di lucertola di colore nero (Podarcis tiliguerta ranzii, dedicata all'insigne biologo Silvio Ranzi), che non esiste altrove. Scarsa la vegetazione, dominata da malve arboree. Lo scoglio ricade nella fascia di massima protezione dell'area marina protetta ed è vietato sbarcarvi.